# Gustavo Molina
Gustavo Eduardo Molina (La Guaira, Venezuela, 24 de febrero de 1982) es un beisbolista profesional venezolano que juega en la posición de receptor. En la Major League Baseball jugó para los New York Yankees y en la Liga Venezolana de Béisbol Profesional para los Cardenales de Lara. No tiene ninguna relación familiar con los hermanos Molina (José, Bengie y Yadier).
Molina fue originalmente firmado como agente libre por los Medias Blancas de Chicago el 3 de enero de 2000. Pasó siete años en las ligas menores con la organización de los Medias Blancas antes de hacer su debut profesional el 2 de abril de 2007, con los Medias Blancas. Estaba en la lista de días de los Medias Blancas al estar lesionado el receptor Toby Hall. Molina fue enviado a las menores una vez devuelto Hall. Molina estuvo medio mes con los Medias Blancas, se fue 1-18 con una carrera impulsada. Obtuvo su primer hit contra los Yanquis de Nueva York en el Cellular Field. Poco después, fue enviado a las menores.
El 30 de julio de 2007, Molina fue reclamado en la lista waivers por los Orioles de Baltimore, quien inmediatamente lo mandó a jugar con el Bowie Baysox, Doble de los Orioles-A.
En diciembre de 2007, Molina firmó un contrato de ligas menores con los Mets de Nueva York y se convirtió en agente libre al final de la temporada. El 23 de diciembre de 2008, firmó un contrato de ligas menores con los Nacionales de Washington.
En 2013 ha recibido el premio Manuel "Pollo" Malpico al mejor cácher de la temporada 2012-2013 de la Liga Venezolana de Béisbol Profesional, LVBP. El Re

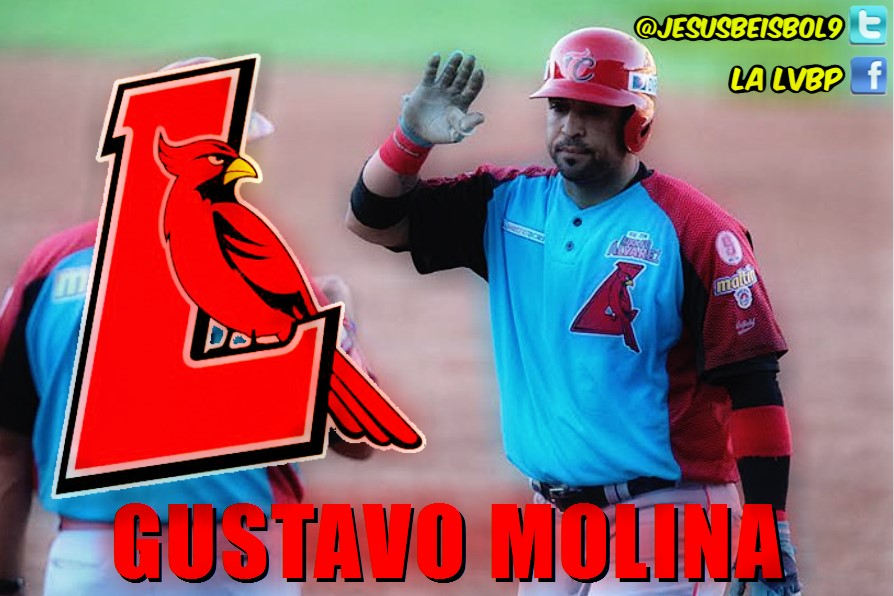
Molina con el equipo Cardenales de Lara
Foto: La LVBP